# Place Jean-Jaurès (Saint-Denis)
Pour les articles homonymes, voir Place Jean-Jaurès.
La place Jean-Jaurès est une voie de communication du centre-ville de Saint-Denis (Seine-Saint-Denis, France).

## Situation et accès
Elle se situe à l'intersection de la rue de la République, de la rue Jean-Jaurès, de la rue Pierre-Dupont et de la rue du Cygne.

## Origine du nom

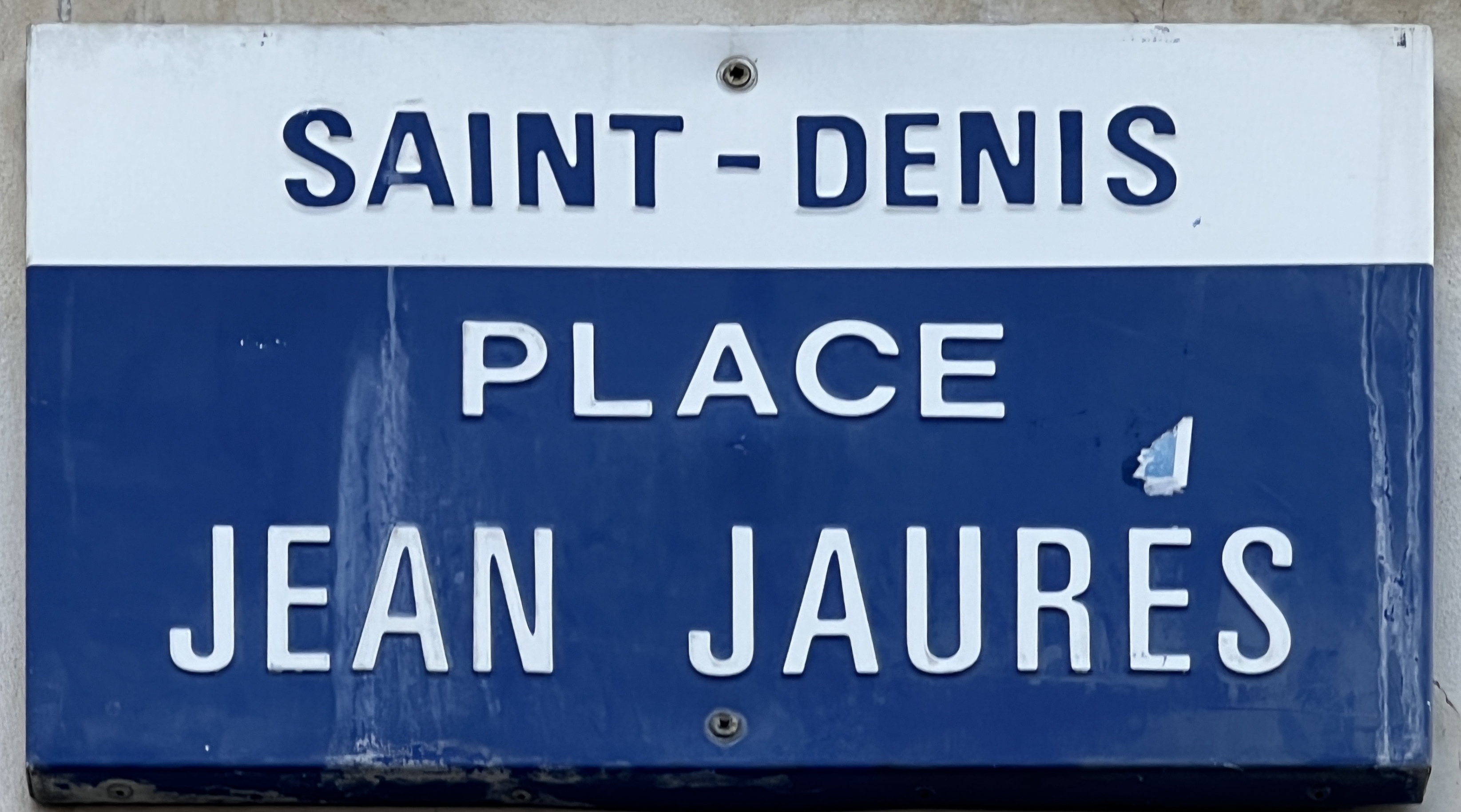
Plaque « Place Jean Jaurès », 2022.

Précédemment nommée Place du marché, la place Jean-Jaurès est renommée en hommage à l'homme politique Jean Jaurès, en août 1914 trois jours après son assassinat. 

## Historique

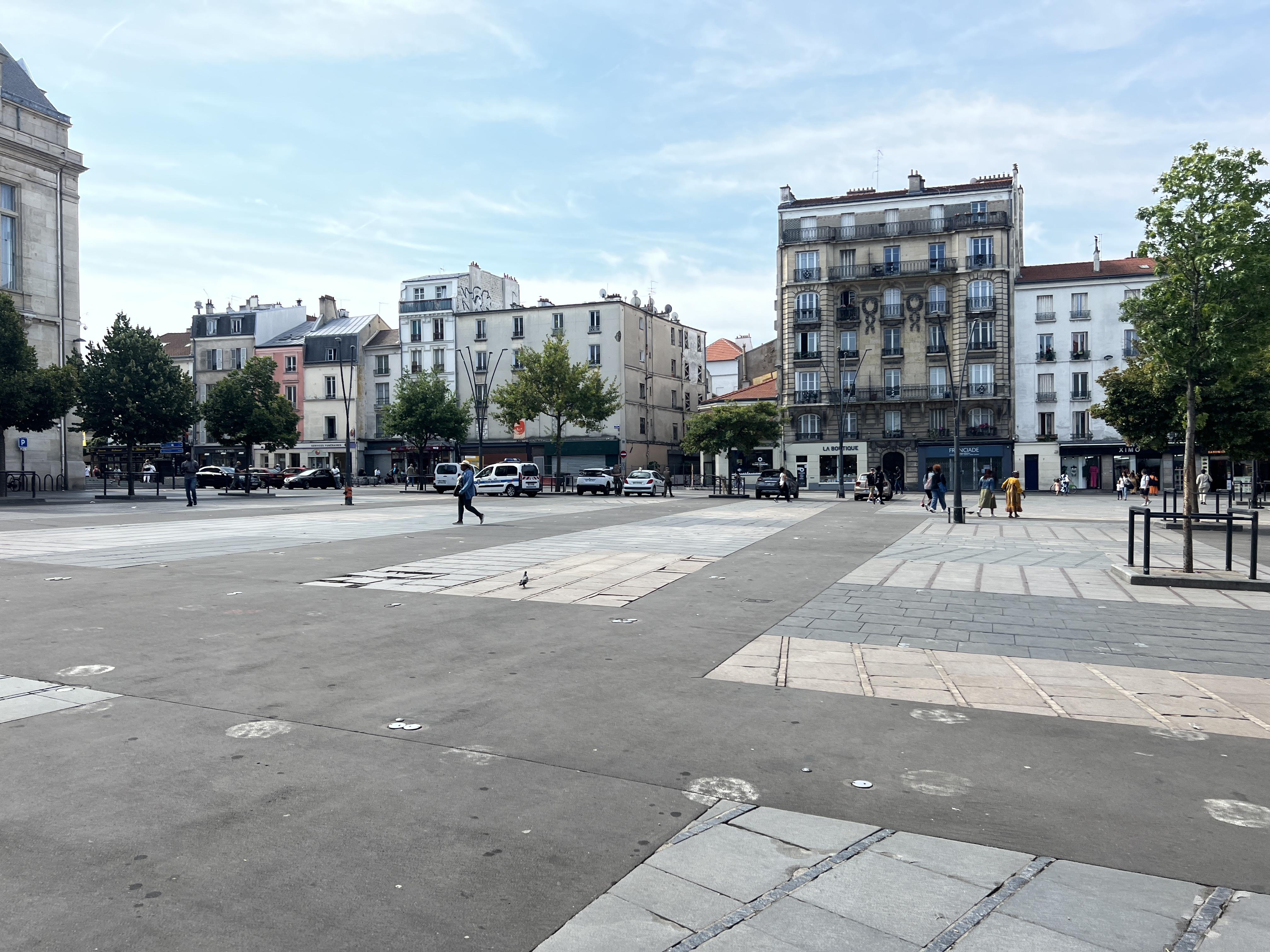
La place en 2022.

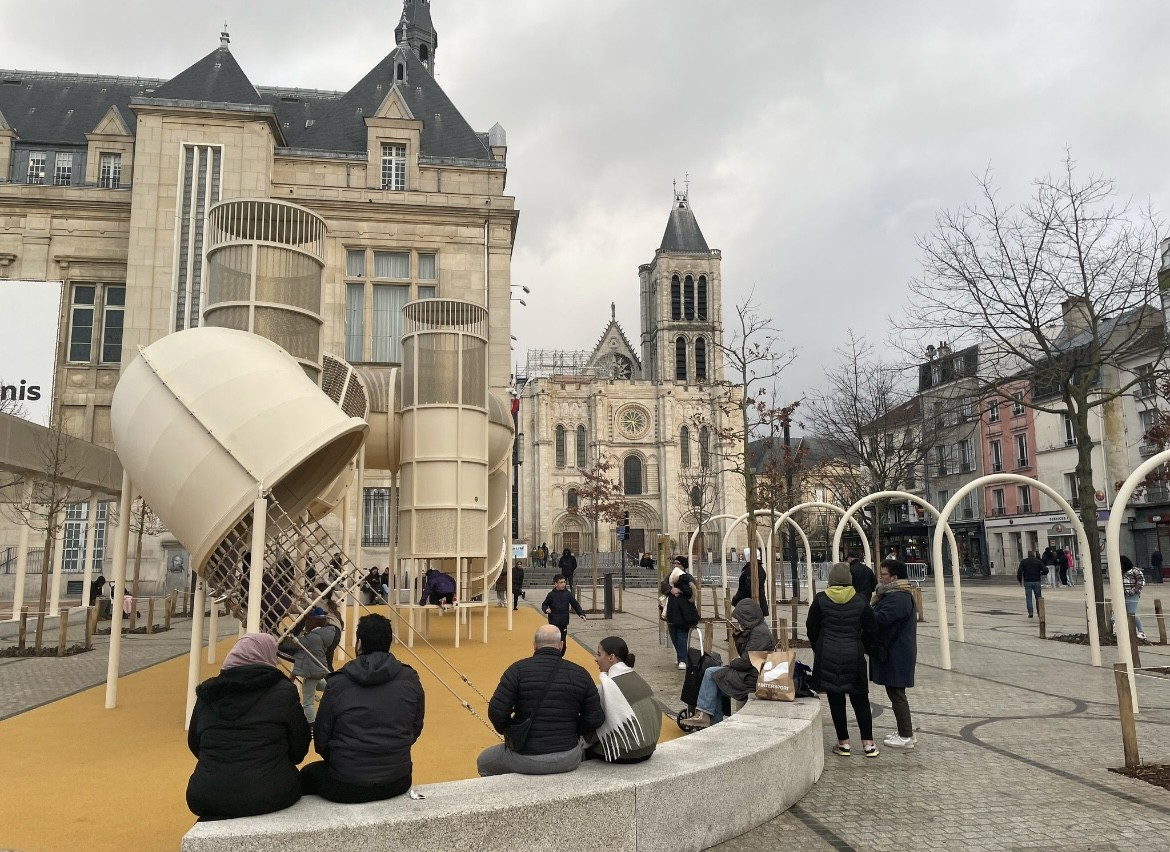
Le Sud de la place en 2025.

Active depuis le XIe siècle la foire du Lendit est s plus importantes en Île-de-France. Elle s'établit au niveau de l'actuelle Plaine Saint-Denis au XIIe siècle. Arrêtée en raison de la guerre de Cent Ans, elle es transférée dans la ville fortifiée de Saint-Denis par le roi Charles VII en 1444, puis retrouve La Plaine, puis est de nouveau fixée sur l'actuelle place Jean-Jaurès par Henri II en 1556. La foire disparaît en 1793, lui donnant son appellation de Place du marché.
Devenues insalubres, les loges à colombage qui servaient de stockage aux commerçants sont détruites, selon les sources en 1840 ou en 1854, et la place devient plane, ce qui permet d'y transférer le marché aux comestibles installé jusque là sur la place Pannetière (actuelle place Victor-Hugo).
La place reçoit alors de premières halles métalliques, qui sont à leur tour détruites à la fin du  XIXe siècle après la construction de la nouvelle halle inaugurée rue Jules-Joffrin en 1893.
Elle reçoit un kiosque à musique, inauguré le 5 janvier 1900, qui tombe en désuétude durant les années 1950, conduisant à sa démolition en avril 1958. En dehors des jours de marché, la place sert alors de parking.
En 2005, lors de la plantation d'arbres sur la place, huit sépultures carolingiennes orientées est-ouest sont identifiées à l'emplacement de la nécropole du Haut Moyen-Âge. La place est réaménagée dans le cadre de la piétonisation partielle du centre-ville qui est alors entreprise.
En 2023, des fouilles archéologiques sont menées sur la place avant sa transformation en place piétonne et arborée. Il est mis au jour des vestiges de la Foire du Lendit. Les fouilles mettent également en évidence une nécropole : en plus des huit sépultures mises au jour en 2005, 97 corps sont révélés dans l’angle sud-est de la place, en plus de 8 sépultures identifiées en 2005. Il est mis au jour un four de potier de la fin du XIIIe siècle et quelques exemples de céramiques dite « de tating » utilisées par des personnes aisées. Des recherches sur l'ancien aqueduc médiéval révèlent un bassin rectangulaire et deux canaux orientés nord-sud et est-ouest, alors que l'on pensait rectilignes. On retrouve également des anciennes loges de la foire du Lendit.
La place Jean-Jaurès rénovée est inaugurée le 1er mars 2025 offrant notamment une aire de jeux pour enfants, des bancs et une centaine d’arbres supplémentaires, un tiers de la place ayant été débitumée. La transformation de place et de la rue Pierre-Dupont est financée de manière paritaire entre l'ANRU et la Ville pour 5,8 millions d’euros. Elle doit se prolonger sur la rue Jean-Jaurès et la place du Caquet

## Bâtiments remarquables et lieux de mémoire
- Place Victor-Hugo
- Basilique Saint-Denis
- Hôtel de ville de Saint-Denis[6].